# Athlétisme aux Jeux des petits États d'Europe 2011
Navigation
Chypre 2009 Luxembourg 2013
Les épreuves d'athlétisme des 14e Jeux des petits États d'Europe 2011 du Liechtenstein se sont déroulés à Schaan au Sportplatz Rheinwiese du 1er juin 2011 au 4 juin 2011. 135 athlètes de 9 nations adhérentes de la AASSE ont participé à 35 épreuves différentes répartis entre hommes et femmes.

## Résultats

### Hommes
| Épreuves                   | Or                                                                                          | Argent                                                                                 | Bronze                                                                                   |
| -------------------------- | ------------------------------------------------------------------------------------------- | -------------------------------------------------------------------------------------- | ---------------------------------------------------------------------------------------- |
| 100 m Vent : + 1,3 m/s     | Panagiotis Ioannou 10 s 60                                                                  | Yoann Bebon 10 s 82                                                                    | Anthos Christofides 10 s 84                                                              |
| 200 m Vent : + 0,7 m/s     | Panagiotis Ioannou 21 s 46                                                                  | Anthos Christofides 21 s 75                                                            | Owen Lee Camilleri 21 s 90                                                               |
| 400 m                      | Kevin Arthur Moore 47 s 68 (NR)                                                             | Brice Etès 48 s 63 (NR)                                                                | Kyriakos Antoniou 48 s 74                                                                |
| 800 m                      | Brice Etès 1 min 52 s 31                                                                    | Amine Khadiri 1 min 52 s 53                                                            | Christos Dimitriou 1 min 52 s 55                                                         |
| 1 500 m                    | Amine Khadiri 3 min 50 s 31                                                                 | Christos Dimitriou 3 min 52 s 75                                                       | Pol Mellina 3 min 54 s 23                                                                |
| 5 000 m                    | Pol Mellina 14 min 42 s 20                                                                  | Antoni Bernadó Planas 14 min 46 s 15                                                   | Marcos Sanza Arranz 14 min 50 s 24                                                       |
| 10 000 m                   | Antoni Bernadó Planas 30 min 57 s 70                                                        | Marcos Sanza Arranz 31 min 03 s 07                                                     | Vincent Nothum 32 min 03 s 10                                                            |
| 110 m haies Vent : 0,0 m/s | Alexandros Stavrides 14 s 04                                                                | Haris Koutras 14 s 28                                                                  | Einar Daði Lárusson 14 s 56                                                              |
| 400 m haies                | Aris Xoufaridis 52 s 91                                                                     | Bjorgvin Vikingsson 53 s 08                                                            | Andreas Silvestros 53 s 86                                                               |
| 3 000 m steeple            | Pascal Groben 9 min 25 s 21                                                                 | Josep Sansa Bullich 9 min 29 s 27                                                      | Jamal Baaziz 9 min 33 s 99 (NR)                                                          |
| 4 × 100 m                  | Chypre Antreas Michail Anthos Christofides Vasilis Polykarpou Panagiotis Ioannou 41 s 57    | Malte Andy Grech Rachid Chouhal Owen Lee Camilleri Karl Farrugia 41 s 72               | Saint-Marin Santos Nicolas Bollini Ivano Bucci Federico Gorrieri Enrico Morganti 42 s 21 |
| 4 × 400 m                  | Chypre Stefanos Anastasiou Aris Xoufaridis Riginos Menelaou Kyriakos Antoniou 3 min 14 s 02 | Malte Neil Brimmer Karl Farrugia James D'Alfonso Kevin Arthur Moore 3 min 15 s 73 (NR) | Monaco Jules Andrieu Pierre-Marie Arnaud Rémy Charpentier Brice Etès 3 min 20 s 10 (NR)  |
| Saut en hauteur            | Emilios Xenophontos 2,12 m                                                                  | Eugenio Rossi 2,03 m                                                                   | Marios Nikolaou 2,03 m                                                                   |
| Saut à la perche           | Nikandros Stylianou 5,00 m                                                                  | Andreas Efstathiou 4,70 m                                                              | Einar Daði Lárusson 4,60 m                                                               |
| Saut en longueur           | Kristinn Torfason 7,67 m                                                                    | Zacharias Arnos 7,53 m                                                                 | Rachid Chouhal 6,97 m                                                                    |
| Triple saut                | Zacharias Arnos 15,98 m                                                                     | Panagiotis Volou 15,91 m                                                               | Seuls deux concurrents                                                                   |
| Lancer du poids            | Ódinn Björn Thorsteinsson 19,73 m                                                           | Georgios Arestis 17,80 m                                                               | Bob Bertemes 16,75 m                                                                     |
| Lancer du disque           | Apostolos Parellis 59,73 m                                                                  | Danilo Ristić 45,98 m                                                                  | Orn Davidsson 15,67 m                                                                    |
| Lancer du javelot          | Antoine Wagner 69,13 m                                                                      | Orn Davidsson 67,16 m                                                                  | René Michlig 65,64 m                                                                     |

### Femmes
| Épreuves               | Or                                                                           | Argent                                                                                       | Bronze |
| ---------------------- | ---------------------------------------------------------------------------- | -------------------------------------------------------------------------------------------- | --- |
| 100 m Vent : + 1,8 m/s | Ramóna Papaïoánnou 11 s 86                                                   | Diane Borg 11 s 89 (NR)                                                                      | Tiffany Tshilumba 12 s 01                                                                                 |
| 200 m Vent : + 1,5 m/s | Diane Borg 24 s 27 (NR)                                                      | Ramóna Papaïoánnou 24 s 27                                                                   | Hrafnhild Hermodsdottir 24 s 58                                                                           |
| 400 m                  | Arna Gudmundsdóttir 55 s 73                                                  | Frédérique Hansen 56 s 38                                                                    | Nicole Gatt 57 s 07                                                                                       |
| 800 m                  | Meropi Panagiotou 2 min 10 s 52                                              | Stella Christoforou 2 min 12 s 74                                                            | Martine Mellina 2 min 13 s 41                                                                             |
| 1 500 m                | Meropi Panagiotou 4 min 36 s 91                                              | Aurélie Glowacz 4 min 42 s 26                                                                | Martine Mellina 4 min 49 s 12                                                                             |
| 5 000 m                | Sladana Perunović 17 min 39 s 70                                             | Lisa Marie Bezzina 17 min 48 s 90                                                            | Pascale Schmoetten 17 min 54 s 12                                                                         |
| 10 000 m               | Sladana Perunović 36 min 00 s 48                                             | Lisa Marie Bezzina 36 min 51 s 86                                                            | Pascale Schmoetten 36 min 55 s 16                                                                         |
| 110 m haies Vent :     | Dimitra Arachoviti 13 s 37                                                   | Arna Gudmundsdóttir 15 s 32                                                                  | Barbara Rustignoli 15 s 34                                                                                |
| 400 m haies            | Kim Reuland 1 min 01 s 47                                                    | Stefanía Valdimarsdóttir 1 min 03 s 76                                                       | Polyxeni Irodotou 1 min 03 s 77                                                                           |
| 4 × 100 m              | Malte Martina Xuereb Charlene Attard Diane Borg Rebecca Camilleri 46 s 30    | Chypre Dimitra Arachoviti Theodosia Christou Nikoletta Nikolettou Ramóna Papaïoánnou 47 s 08 | Islande Arna Gudmundsdóttir Hafdis Sigurdardottir Dóróthea Jóhannesdóttir Hrafnhild Hermodsdottir 47 s 09 |
| 4 × 400 m              | Malte Francesca Xuereb Charlene Attard Celine Pace Nicole Gatt 3 min 49 s 95 | Luxembourg Frédérique Hansen Anaïs Bauer Carole Kill Kim Reuland 3 min 51 s 50               | Chypre Rafaela Demetriou Nikoletta Nikolettou Polyxeni Irodotou Par Thrasyvoulou 4 min 07 s 92            |
| Saut en hauteur        | Marija Vuković 1,86 m                                                        | Leontía Kallénou 1,77 m                                                                      | Sveinbjorg Zophoniasdottir 1,69 m                                                                         |
| Saut à la perche       | Edna Semedo Monteiro 3,80 m                                                  | Stephanie Vieillevoye 3,70 m                                                                 | Anna Foitdou 3,70 m                                                                                       |
| Saut en longueur       | Nektaria Panayi 6,35 m                                                       | Rebecca Camilleri 6,21 m                                                                     | Hafdis Sigurdardottir 6,09 m                                                                              |
| Triple saut            | Nina Mitkova Serbezova 13,63 m                                               | Eleftheria Christofi 13,00 m                                                                 | Alessandra Pace 11,64 m                                                                                   |
| Lancer du poids        | Florentia Kappa 14,32 m                                                      | Zacharoula Georgiadou 13,47 m                                                                | Sve Zophoniasdottir 12,35 m                                                                               |
| Lancer du disque       | Zacharoula Georgiadou 49,98 m                                                | Androniki Lada 48,18 m                                                                       | Veronika Längle-Meier 41,37 m                                                                             |

## Table des médailles
| Rang  | Nation        | Or | Argent | Bronze | Total |
| ----- | ------------- | -- | ------ | ------ | ----- |
| 1     | Chypre        | 19 | 15     | 8      | 42    |
| 2     | Luxembourg    | 5  | 4      | 8      | 17    |
| 3     | Malte         | 4  | 6      | 4      | 14    |
| 4     | Islande       | 3  | 4      | 8      | 15    |
| 5     | Monténégro    | 3  | 1      | 0      | 4     |
| 6     | Andorre       | 1  | 3      | 1      | 5     |
| 7     | Monaco        | 1  | 2      | 2      | 5     |
| 8     | Saint-Marin   | 0  | 1      | 2      | 3     |
| 9     | Liechtenstein | 0  | 0      | 2      | 2     |
| Total | Total         | 36 | 36     | 36     | 108   |